# Antas (Penalva do Castelo)
Antas é uma povoação portuguesa do Município de Penalva do Castelo que foi sede da extinta Freguesia de Antas, freguesia que tinha 10,18 km² de área e 284 habitantes (2011), e, por isso, uma densidade populacional de 27,9 h/km².
A Freguesia de Antas foi extinta (agregada) pela reorganização administrativa de 2012/2013, tendo o seu território sido agregado ao da Freguesia de Matela para criar a União das Freguesias de Antas e Matela.
A população da Freguesia de Antas estava concentrada em duas localidades: Antas, a sede da freguesia, e Miusela, que dista menos de um quilómetro da sede. Existiu um outro aglomerado urbano: Carvalhal Redondo, desde os anos 90 do século XX sem habitantes.

## Localização
A antiga freguesia de Antas situa-se no extremo nordeste do Município de Penalva do Castelo, de cuja sede dista 17,50 km e confronta a norte com a freguesia de Matela, do mesmo município, a sul com a freguesia de São João da Fresta, do Município de Mangualde, a nascente com as freguesias de Matança, Algodres e Casal Vasco, do Município de Fornos de Algodres, no Distrito da Guarda, e a poente com as freguesias de Mareco e Vila Cova do Covelo, também do Município de Penalva do Castelo.

## População
| População da freguesia de Antas | População da freguesia de Antas | População da freguesia de Antas | População da freguesia de Antas | População da freguesia de Antas | População da freguesia de Antas | População da freguesia de Antas | População da freguesia de Antas | População da freguesia de Antas | População da freguesia de Antas | População da freguesia de Antas | População da freguesia de Antas | População da freguesia de Antas | População da freguesia de Antas | População da freguesia de Antas |
| ------------------------------- | ------------------------------- | ------------------------------- | ------------------------------- | ------------------------------- | ------------------------------- | ------------------------------- | ------------------------------- | ------------------------------- | ------------------------------- | ------------------------------- | ------------------------------- | ------------------------------- | ------------------------------- | ------------------------------- |
| 1864                            | 1878                            | 1890                            | 1900                            | 1911                            | 1920                            | 1930                            | 1940                            | 1950                            | 1960                            | 1970                            | 1981                            | 1991                            | 2001                            | 2011                            |
| 1 062                           | 1 212                           | 1 293                           | 1 360                           | 1 428                           | 1 164                           | 1 192                           | 1 264                           | 1 195                           | 1 084                           | 433                             | 403                             | 325                             | 331                             | 284                             |

Com lugares desta freguesia foi criada em 1962 a freguesia de Matela
| Distribuição da População por Grupos Etários | Distribuição da População por Grupos Etários | Distribuição da População por Grupos Etários | Distribuição da População por Grupos Etários | Distribuição da População por Grupos Etários | Distribuição da População por Grupos Etários | Distribuição da População por Grupos Etários | Distribuição da População por Grupos Etários | Distribuição da População por Grupos Etários | Distribuição da População por Grupos Etários |
| -------------------------------------------- | -------------------------------------------- | -------------------------------------------- | -------------------------------------------- | -------------------------------------------- | -------------------------------------------- | -------------------------------------------- | -------------------------------------------- | -------------------------------------------- | -------------------------------------------- |
| Ano                                          | 0-14 Anos                                    | 15-24 Anos                                   | 25-64 Anos                                   | > 65 Anos                                    |                                              | 0-14 Anos                                    | 15-24 Anos                                   | 25-64 Anos                                   | > 65 Anos                                    |
| 2001                                         | 42                                           | 44                                           | 135                                          | 110                                          |                                              | 12,7%                                        | 13,3%                                        | 40,8%                                        | 33,2%                                        |
| 2011                                         | 25                                           | 29                                           | 126                                          | 104                                          |                                              | 8,8%                                         | 10,2%                                        | 44,4%                                        | 36,6%                                        |

Média do País no censo de 2001:  0/14 Anos-16,0%; 15/24 Anos-14,3%; 25/64 Anos-53,4%; 65 e mais Anos-16,4%
Média do País no censo de 2011:   0/14 Anos-14,9%; 15/24 Anos-10,9%; 25/64 Anos-55,2%; 65 e mais Anos-19,0%

## Património
- Igreja Matriz, em Antas, cujo orago é são Vicente - festa a 22 de janeiro;
- Capela de Miusela, cujo orago é santo Amaro, festa a 15 de janeiro;
- Memorial ao Ferreiro, em Antas;
- Moinho de água (Ribeirinha);
- Moinho de vento /Tojosa).
- Antas de Penalva (duas)